# Alleanza per il Cile
L'Alleanza per il Cile (Spagnolo:Alianza por Chile) è una coalizione di partiti cileni di centro-destra.

## Storia
È nata nel 1989 come Democrazia e Progresso (Spagnolo: Democracia y Progreso) e nelle prime elezioni presidenziali del dopo Pinochet sostenne Hernán Büchi, che non fu eletto.
È stata rinominata dal 1993 come Unione per il Progresso del Cile (Spagnolo: Unión por el Progreso de Chile). Dal 1990 al 2009 resta all'opposizione in quanto sconfitta in tutte le elezioni presidenziali dalla Concertación di centro-sinistra.
Alle Elezioni presidenziali del 2009 la coalizione, insieme al partito di centro ChilePrimero, ha costituito il cartello elettorale Coalizione per il Cambiamento (in spagnolo: Coalición por el Cambio) che ha presentato come candidato Presidente il suo leader Sebastián Piñera, vincendo le elezioni e riportando per la prima volta la destra al governo del Cile nel dopo Pinochet.

## I partiti odierni
I partiti membri sono:
- Rinnovamento Nazionale. Partito di centrodestra di orientamento maggiormente liberale, fondato nel 1987; attuale leader è Carlos Larrain. Il partito fa parte dellUnione Democratica Internazionale, l'associazione che riunisce tutti i partiti di destra del mondo.
- Unione Democratica Indipendente. Partito conservatore di destra, fondato da Jaime Guzmán nel 1983; attuale leader è Juan Antonio Coloma. Membro dell'Unione Democratica Internazionale.

## Simboli elettorali

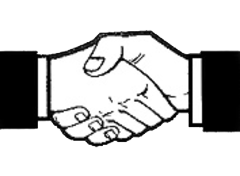
Alleanza per il Cile/Alleanza (2001, 2005, 2013)
Coalizione per il Cambiamento (2009)